# Ölgrubenkopf (berg)
De Ölgrubenkopf is een 3392 meter hoge bergtop in de Kaunergrat in de Ötztaler Alpen in het Oostenrijkse Tirol. De top ligt hemelsbreed tussen het Taschachhaus in het Taschachtal, een zijdal van het Pitztal, en het Gepatschhaus aan het einde van het Kaunertal in. De berg ligt net ten zuiden van de iets hogere Vordere Ölgrubenspitze. Beklimming van de Ölgrubenkopf vormt dan ook meestal een onderdeel van de route naar de top van de Vordere Ölgrubenspitze.
De berg moet worden onderscheiden van de zogenaamde Falkauner Ölgrubenköpfe, te weten de Äusserer, Hinterer en Südlicher Ölgrubenkopf. Deze toppen liggen eveneens in de Kaunergrat, maar veel verder naar het noorden tussen Kaunerberg en Zaunhof.

## Voetnoten
1. ↑  Austrian Map online 1:50.000 (ÖK 50) van het BEV